# Bertrand Grospellier
Bertrand Grospellier, meglio noto con il soprannome ElkY (8 febbraio 1981), è un giocatore di poker e videogiocatore francese.
Ha vinto due tappe dell'European Poker Tour (PokerStars Caribbean Adventure High Roller 2009 e il PokerStars Caribbean Adventure 2008) e una del World Poker Tour (Festa al Lago 2008).
Ha vinto il suo primo braccialetto alle WSOP 2011, nel $10.000 Seven Card Stud Championship. È divenuto pertanto il quarto giocatore della storia ad aver vinto la cosiddetta "triple crown" (in italiano: "tripla corona"): un titolo WSOP, uno WPT ed uno EPT. Prima di lui sono riusciti nell'impresa: Gavin Griffin, Roland de Wolfe e Jake Cody.
È inoltre un videogiocatore professionista, soprattutto di StarCraft: Brood War, vincitore degli Euro Cyber Games nel 2003 e con diversi buoni piazzamenti ai World Cyber Games.